# Noves de Segre
Noves de Segre es una localidad española del municipio de Valls d'Aguilar, perteneciente a la provincia de Lérida, en la comunidad autónoma de Cataluña. Está ubicada en la comarca del Alto Urgel.

## Geografía
Se halla por encima de la confluencia del río de la Guàrdia y el de Pallerols. Antiguamente había sido un lugar fortificado.

## Historia
Hacia mediados del siglo XIX el lugar, por entonces con ayuntamiento propio, tenía contabilizada una población de 256 habitantes. Aparece descrito en el decimosegundo volumen del Diccionario geográfico-estadístico-histórico de España y sus posesiones de Ultramar de Pascual Madoz de la siguiente manera:

NOVES: l. con ayunt. en la prov. de Lérida, (18 leg.), part. jud. y dióc. de Seo de Urgel (2), and. terr. y c. g. de Barcelona (24): sit. al pie de un cerro llamado de San Quirí, en terreno algo pendiente á la orilla der. del r. Segre, del que dist. 1/4 de hora; en clima frio, combatido por los vientos del N. y O. Se compone de 60 casas, dos calles y 1 plaza, 1 fuente é igl. parr. (San Andrés) contigua á la cual está el cementerio: comprende aquella los anejos de Bellpuig y Malgrat, siendo su curato de término y servido por 1 rector y 1 beneficiado de sangre. Confina el térm. por N. con Gramos; E. r. Segre; S. montaña de Ares, y O. térm. de Trajovell y Espahent; tiene dentro del mismo las ald. de Argentues, Bereut, Bellpuig, Malgrat y Miravall, y parte de lá montaña de Ares que pertenece al Estado; pasan tambien por el térm. los riach.de Castellas y Noves, que riegan en su tránsito algunos prados artificiales y después se reúnen juntos al r. Segre 1/4 de hora mas abajo del pueblo: el terreno es de mediana calidad, cruzado por los caminos que dirigen á los pueblos inmediatos en mal estado: recibe la correspondencia de Seo de Urgel por espreso: prod. trigo, legumbres, patatas y vino; cria ganado cabrio, lanar, de cerda y vacuno; caza de liebres, conejos, perdices y algunas zorras, y pesca de buenas truchas: pobl.: 48 vec., 256 alm.: riqueza imp.: 34,033 rs.: contr.: el 14'48 por 100 de esta riqueza.
(Madoz, 1849, p. 186)

Hasta la reforma de la nomenclatura municipal de 1916 el municipio se llamaba simplemente Novés. En dicha fecha su nombre fue modificado por el de Noves de Segre.
El municipio de Novés de Segre desapareció en 1972, al fusionarse con los de La Guardia de Arés, Castellas y Tahús para formar el nuevo término municipal de Valls d'Aguilar.

## Demografía
Actualmente cuenta con 138 habitantes.
| Gráfica de evolución demográfica de Novés de Segre entre 1842 y 1970 |
| |
| Población de derecho según los censos de población del INE Población de hecho según los censos de población del INEEn estos censos se denominaba Noves: 1842, 1857, 1860, 1877, 1887, 1897, 1900 y 1910 Entre el censo de 1981 y el anterior, este municipio desaparece porque se agrupa en el municipio 25906 (Valls d'Aguilar) |